# Gyaru

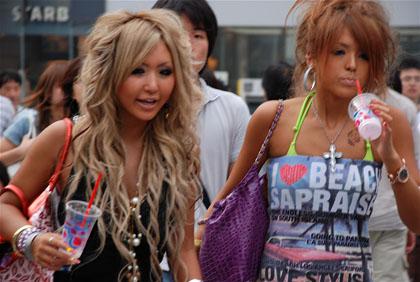
Gyarus mit typischen aufgehellten Haaren und gebräunter Haut

Gyaru (jap. ギャル /ɡʲa̠ɾɯ̟ᵝ/) ist die japanische Transliteration des englischen Wortes gal (Lautschrift: /gæl/), das „junge Frau“ bedeutet und das verwandt ist mit girl (/gəːrl/ jap. ガール, gāru). Gyaru bezeichnet konsum-, marken- und modeorientierte junge Frauen mit einem spezifischen, an westlichen Vorbildern orientierten Stil, wobei insbesondere Schulmädchen mit diesem Stil als Kogyaru bezeichnet werden.
Das Wort breitete sich ab den 1970er Jahren aus, aber mit der Veränderung der Mode veränderte sich auch die Bedeutung des Wortes Gyaru. Die Merkmale der Gyaru-Mode sind extravagantes Make-up, Frisur und Kleidung, die sich deutlich vom klassischen japanischen Schönheitsideal – dunkle, glatte Haare, helle Haut, dekorative aber züchtige Kleidung, zurückhaltendes Auftreten – unterscheiden.
In den letzten Jahren förderte die japanische Regierung die Gyaru-Kultur als neues Exportprodukt und das Außenministerium unterstützt Modeschauen, um die Kawaii-Kultur zu präsentieren.

## Unterkategorien der Gyaru-Stile

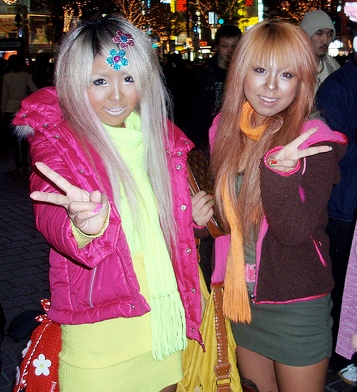
Yamamba (links) und Standard-Gyaru-Stil (rechts)

### Gyaru-kei(ギャル系)
Das ist der Standard-Gyarustil bzw. ein Sammelbegriff (-kei) für die diversen Gyaru-Stile.

### Yamanba(ヤマンバ)
Oft abgekürzt als Manba マンバ, ist ein extremer Ganguro-Stil, der sich durch eine extrem dunkle künstliche Bräune, unordentliches gebleichtes weißes Haar und weißes Make-up kennzeichnet. Yamanba soll von der japanischen Yokai Yamamba (山姥) inspiriert sein; eine Berghexe mit dunkler Haut, weißem Haar, und einem schmutzigen, ungepflegten Aussehen, die sich als hübsche junge Frau verkleidet, um männliche Opfer anzulocken. Wie schon der Ganguro wurde der Stil oft als Witz und absichtlich unattraktiv angesehen, wobei einige Yamanba meinten, genau desswegen den Stil zu mögen.

### Hime-gyaru(姫ギャル)

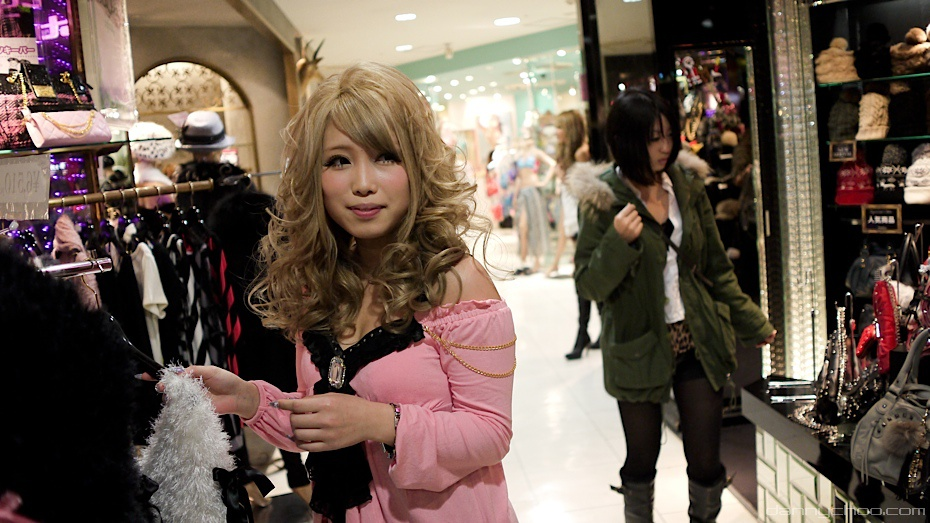
Hime-Gyaru (links)

Auch bekannt als Hime-kei (姫系, „Prinzessinenstil“) und von der Rokoko-Mode inspiriert.
Die Anhänger tragen Kleider oder Röcke in rosa oder anderen Pastellfarben mit viel Spitze und Tüll wie in der Kleidermode des Rokoko. Das Haar wird gebleicht oder in Locken gelegt. Der Make-up Stil ist der gleiche wie der des Standard-Gyaru.

### Shiro-gyaru(白ギャル)

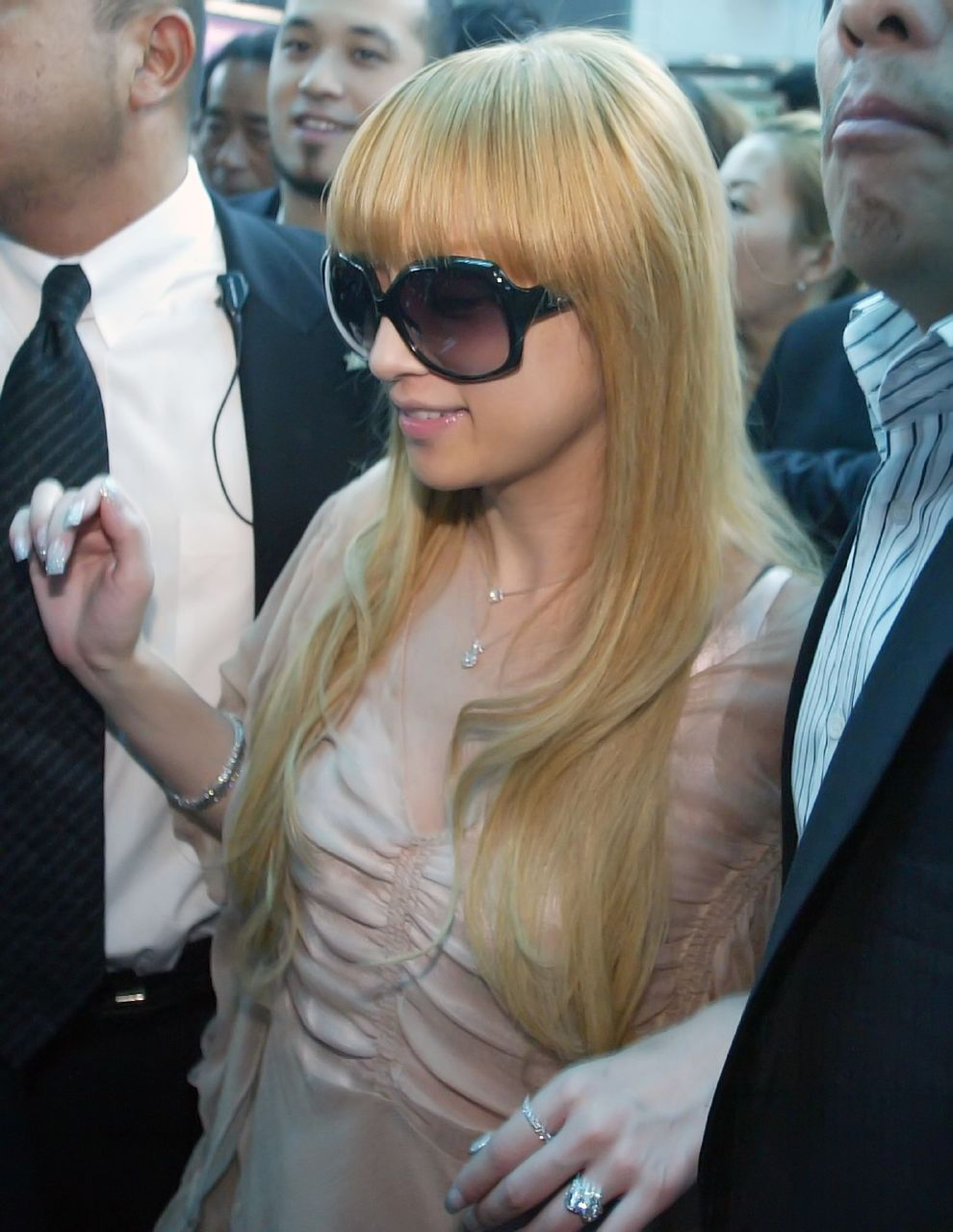
Ayumi Hamasaki (2007) als Vorbild des Shiro-Gyaru

Shiro-Gyaru wurde in den 2000er Jahren durch Ayumi Hamasaki popularisiert und ist geprägt durch weiße (shiro) Haut und gebleichtes Haar.

### Onē-gyaru(お姉ギャルundオネギャル)
Onē-Gyaru war ebenfalls in den 2000er Jahren in Mode. Onē bedeutet „ältere Schwester“, und der Stil ist dementsprechend damenhafter und weniger schrill oder exzentrisch.

### Agejō(アゲ嬢)

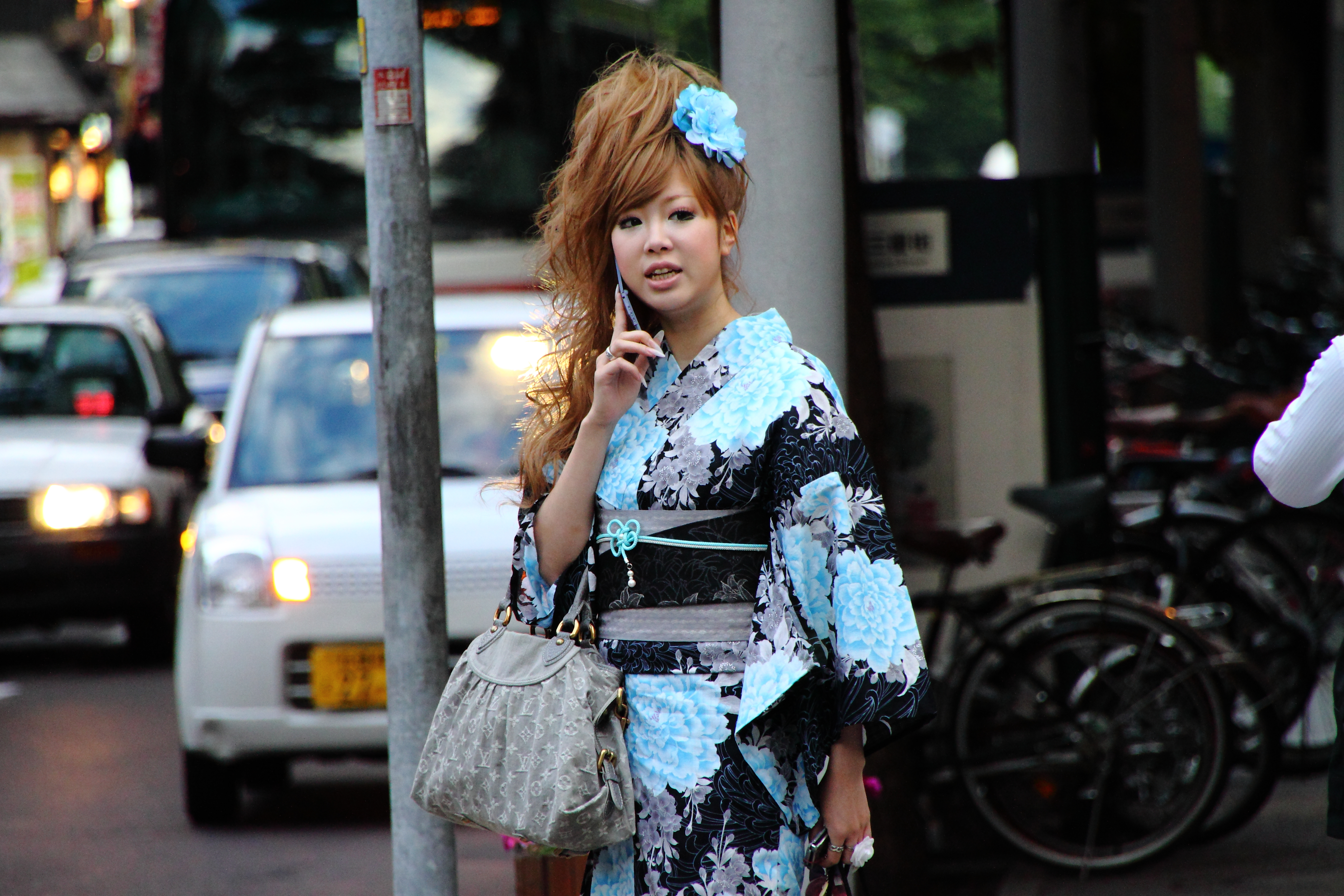
Age-jō-Frisur (2010)

Age-jō war ab 2006 in Mode. Age-jō bezieht sich auf die speziellen in der Modezeitschrift Koakuma Ageha (小悪魔 ageha) abgebildeten Models und deren Stil Ageha-kei (ageha, 系), der das Gyaru-Aussehen mit dem von Nachtclub-Hostessen kombiniert. Die Basis-Frisuren sind Hochsteck- und Lockenfrisuren.

### Neo-gyaru(ネオギャル)
Seit den 2010er Jahren verlor der Gyaru-Modestil an Popularität und der Trend ging zur Nachahmung eines europäisch-amerikanischen Aussehens. Neo-Gyaru zeichnen sich durch die Vermischung von westlicher und Gyaru-Mode aus. Prägend für den Make-up Stil sind dunkler Lippenstift und markante „europäisch-amerikanische“ Augenbrauen.